# Norton Canon
Norton Canon – wieś i civil parish w Anglii, w hrabstwie Herefordshire. W 2011 roku civil parish liczyła 242 mieszkańców. Norton Canon jest wspomniana w Domesday Book (1086) jako Nortune.